# Estados da Áustria
A Áustria é uma república federal composta de nove estados federados, conhecido em  Alemão como Länder (singular Land). Visto que Land também é a palavra alemã para "país", o termo Bundesländer ("Estados Federados"; singular Bundesland) é frequentemente utilizado para evitar a ambiguidade. A Constituição da Áustria utiliza ambos os termos. Em Inglês, o termo (Bundes)land é comumente representado como "estado" ou "província".

## Estados, populações e capitais
A Áustria está subdividida em nove estados (Bundesländer em alemão):
| Brasão | Nome                             | Sigla | Capital      | Governador (partido)           | Partidos na Assembleia legislativa e cadeiras      | População (1° trimestre de 2010) | área (em km²) | Densidade (hab./km²) | Cidades | Demais municí- pios | ISO(b) |
| ------ | -------------------------------- | ----- | ------------ | ------------------------------ | -------------------------------------------------- | -------------------------------- | ------------- | -------------------- | ------- | ------------------- | ------ |
|        | Burguenlândia                    | B     | Eisenstadt   | Hans Peter Doskozil (SPÖ)      | SPÖ (19) Total: 36                                 | 283 965                          | 3 965         | 71,4                 | 13      | 158                 | AT-1   |
|        | Caríntia (Kärnten)               | K     | Klagenfurt   | Peter Kaiser (SPÖ)             | SPÖ (15) ÖVP (7) Total: 36                         | 559 315                          | 9 536         | 58,7                 | 17      | 115                 | AT-2   |
|        | Baixa Áustria (Niederösterreich) | NÖ    | Sankt Pölten | Johanna Mikl-Leitner (ÖVP)     | ÖVP (23) FPÖ (14) SPÖ (12) Total: 56               | 1 607 976                        | 19 178        | 83,8                 | 74      | 499                 | AT-3   |
|        | Alta Áustria (Oberösterreich)    | OÖ    | Linz         | Thomas Stelzer (ÖVP)           | ÖVP (22) FPÖ (11) SPÖ (11) Os Verdes (7) Total: 56 | 1 411 238                        | 11 982        | 117,8                | 29      | 416                 | AT-4   |
|        | Salzburgo (Salzburg)             | S     | Salzburgo    | Wilfried Haslauer junior (ÖVP) | ÖVP (12) FPÖ (10) Total: 36                        | 529 861                          | 7 154         | 74,1                 | 10      | 109                 | AT-5   |
|        | Estíria (Steiermark)             | St    | Graz         | Christopher Drexler (ÖVP)      | ÖVP (18) SPÖ (12) Total: 48                        | 1 208 372                        | 16 392        | 73,7                 | 34      | 508                 | AT-6   |
|        | Tirol                            | T     | Innsbruck    | Anton Mattle (ÖVP)             | ÖVP (14) SPÖ (7) Total: 36                         | 706 873                          | 12 648        | 55,9                 | 11      | 268                 | AT-7   |
|        | Vorarleberga                     | V     | Bregenz      | Markus Wallner (ÖVP)           | ÖVP (17) Os Verdes (7) Total: 36                   | 368 868                          | 2 601         | 141,8                | 5       | 91                  | AT-8   |
|        | Viena (Wien)                     | W     | Viena        | Michael Ludwig (SPÖ)           | SPÖ (46) NEOS (8) Total: 100                       | 1 698 822                        | 415           | 4 093,5              |         | 23(a)               | AT-9   |

Fontes: Statistik Austria (População, Área)
(a) Viena está dividida em distritos
(b) O código ISO 3166-2:AT, segue a ordenação alfabética em alemão.